# Podstawnik
Podstawnik – atom lub ich grupa w miejscu atomu wodoru, zwykle przy atomie węgla, w związkach organicznych. 
Podstawnikami nazywa się także grupy funkcyjne.